# Saint-Jean-Kerdaniel
 Saint-Jean-Kerdaniel  (en bretón Sant-Yann-Gerdaniel) es una población y comuna francesa, situada en la región de Bretaña, departamento de Côtes-d'Armor, en el distrito de Guingamp y cantón de Plouagat.

## Demografía
| 410 | 379 | 303 | 289 | 373 | 461 |
| Para los censos de 1962 a 1999 la población legal corresponde a la población sin duplicidades (Fuente: INSEE [Consultar]) |     |     |     |     |     |